# Hallesche Leichtathletik-Freunde
Der Hallesche Leichtathletik-Freunde e. V. ist ein Leichtathletik-Verein aus Halle (Saale).
Der Verein wurde 1993 gegründet, er fördert sowohl den Breitensport als auch den Leistungssport. Die derzeitige Präsidentin ist Ingrid Häußler, dem Verein gehören auch ehemalige Weltklasseathletinnen wie Karen Forkel und Ilke Wyludda an. Jedes Jahr zu Beginn der Freiluftsaison richtet der Verein die Halleschen Werfertage aus.
Gegenwärtig hat der Verein fünf Trainingsgruppen:
- Die Speerwurf-Gruppe wird von Maria Ritschel trainiert, die Bundestrainerin für Speerwurf betreute früher Silke Renk und Karen Forkel.
- Die anderen Wurfdisziplinen betreut der Trainer René Sack. Die bekannteste Athletin dieser Gruppe ist die Vizeweltmeisterin von 2011 Nadine Müller.
- Die Mehrkampfgruppe wird von Wolfgang Kühne und Burkhard Gäbel trainiert. Dieser Gruppe gehören mit Norman Müller und Rico Freimuth zwei Zehnkämpfer an, die bereits über 8000 Punkte erzielen konnten.
- Die Läufergruppe wird von Wolfgang Thier betreut.
- Um den Werfernachwuchs kümmert sich Andrea Petersen.

Ehemalige Aktive des Vereins sind unter anderem Katja Wakan (2004–2006) und Sylvia Kühnemund (ab 1999).